# Жирасол
Жирасол, Блок 17 (порт. Girassol) — нефтяное месторождение в Анголе. Находится в акватории Атлантического океана на 200 км северо-западе от города Луанды. Открыто в 1998 году. Глубина океана в районе месторождения достигает 1400 м.
Нефтеносность связана с олигоценовыми и миоценовыми отложениями. Начальные запасы нефти составляют 200 млн тонн.
Оператором месторождение является французская нефтяная компания Total (40 %), и его партнерами являются: ExxonMobil (20 %), BP (16,67 %) и StatoilHydro (23,33 %). Добыча нефти в 2008 году составила 15 млн тонн.